# Аклуши (приток Тулвы)
Аклуши — река в России, протекает в Бардымском районе Пермского края. Устье реки находится в 57 км по левому берегу реки Тулва. Длина реки составляет 10 км.
Исток реки на юге Тулвинской возвышенности северо-восточнее деревни Учкул. Река течёт на северо-восток, притоки Абдуллачишма (левый) и Балааклуши (правый). Впадает в Тулву в селе Аклуши.

## Данные водного реестра
По данным государственного водного реестра России относится к Камскому бассейновому округу, водохозяйственный участок реки — Кама от Камского гидроузла до Воткинского гидроузла, речной подбассейн реки — бассейны притоков Камы до впадения Белой. Речной бассейн реки — Кама.
По данным геоинформационной системы водохозяйственного районирования территории РФ, подготовленной Федеральным агентством водных ресурсов:
- Код водного объекта в государственном водном реестре — 10010101012111100014806
- Код по гидрологической изученности (ГИ) — 111101480
- Код бассейна — 10.01.01.010
- Номер тома по ГИ — 11
- Выпуск по ГИ — 1